# Відкритий університет Ізраїлю
Відкритий університет Ізраїлю (івр. האוניברסיטה הפתוחה) — один з восьми ізраїльських університетів, визнаних Радою з вищої освіти при Міністерстві освіти Держави Ізраїль.

## Загальні дані
Особливість Відкритого університету Ізраїлю полягає в тому, що навчальний процес у ньому відбувається за принципом дистанційного навчання. Виш надає дипломи як бакалавра, так і магістра. У своїй діяльності університет співпрацює (в тому числі і можливість трансферів, тобто переходу) практично з усіма вишами держави.
Станом на 2006 рік в Університеті навчалось близько 39 000 студентів.
Юридична адреса вишу: а/с 39328, Тель-Авів, 61392. Однак адміністрація закладу міститься у кампусі в Раанані.

## З історії університету
Утворення Університету було заплановано ще 1971 року за аналогією з британським Відкритим університетом (Open University). Датою ж офіційного заснування вишу вважається 14 квітня 1974 року.
17 жовтня 1976 року у Відкритому університеті Ізраїлю були розпочаті заняття, а у 1980 році навчальний заклад офіційно було визнано вишем з наданням права присвоювати випускникам ступінь бакалавра.
Таким чином, у 1982 році перші 41 випускник отримали дипломи бакалаврів.
Відтоді, університет неухильно зростав. Так, у 1987 році він мав бл. 11 000 студентів та бл. 180 курсів, у 1993 році — бл. 20 000 студентів та бл. 300 курсів, а вже у 2002 році у виші навчалось 36 710 студентів.
Починаючи з 1996 року, університет має програму для здобуття магістерського ступеню.